# Mount Cameron, Hongkong
Mount Cameron (kinesiska: 金馬倫山, 金马伦山) är ett berg i Hongkong (Kina). Det ligger i den centrala delen av Hongkong. Toppen på Mount Cameron är 250 meter över havet. Mount Cameron ingår i The Twins.
Terrängen runt Mount Cameron är huvudsakligen kuperad, men söderut är den platt. Havet är nära Mount Cameron åt sydväst.  Centrala Hongkong ligger 3,1 km nordväst om Mount Cameron. I omgivningarna runt Mount Cameron växer i huvudsak städsegrön lövskog.